# لیندسی هاردینگ
لیندسی هاردینگ (انگلیسی: Lindsey Harding؛ زادهٔ ۱۲ ژوئن ۱۹۸۴) بازیکن بسکتبال اهل ایالات متحده آمریکا است.
از باشگاه‌هایی که در آن بازی کرده‌است می‌توان به آتلانتا دریم اشاره کرد.